# Joseph Barber Lightfoot

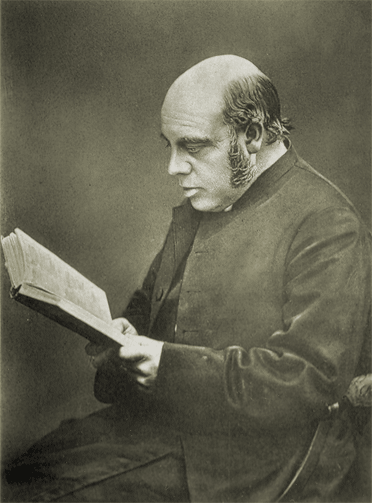
Joseph Barber Lightfoot (1828-1889

Joseph Barber Lightfoot (Liverpool 13 april 1828 - Bournemouth 21 december 1889) beter bekend als J.B. Lightfoot was een Engels theoloog die van 1879 tot zijn dood in 1889 bisschop van Durham was. Lightfoot behoorde tot de Church of England.

## Biografie
Hij studeerde aan Trinity College, Cambridge (1847-1853). In 1854 werd hij tot diaken gewijd en in 1858 volgde zijn priesterwijding. Hij werkte enige tijd als universitair docent (tutor) aan de Universiteit van Cambridge, alvorens in 1861 aldaar hoogleraar in theologie te worden. Kort daarna werd hij benoemd tot kapelaan verbonden aan het koninklijk hof. Sinds 1871 was hij Kanunnik van St Paul's Cathedral, Londen. In 1875 werd hij hoogleraar Nieuwe Testament. Hij maakte tijdens zijn universitaire loopbaan faam als onderzoeker van het vroegste christendom, met name op het gebied van patristiek. Hij verdedigde de Nieuwtestamentische canon en de totstandkoming daarvan en zijn onderzoeksresultaten waren doorgaans behoudend. Hij was echter een groot voorstander van vrij onderzoek. Hij maakte met Hort, Westcott en anderen deel uit van de revisiecommissie die de herziening van de Authorized Version van de Bijbel voorbereide. Tijdens de controverse rond de Geloofsbelijdenis van Athanasius nam Lightfoot een middenpositie in. In 1879 werd hij als bisschop van Durham bevestigd, waarmee er een einde kwam aan zijn universitaire loopbaan. Zijn kerkhistorisch onderzoek zette hij niettemin voort. Hij overleed in 1889. Hij werd begraven in de Kathedraal van Durham. Zijn goede vriend Brooke Foss Westcott volgde hem als bisschop van Durham op.

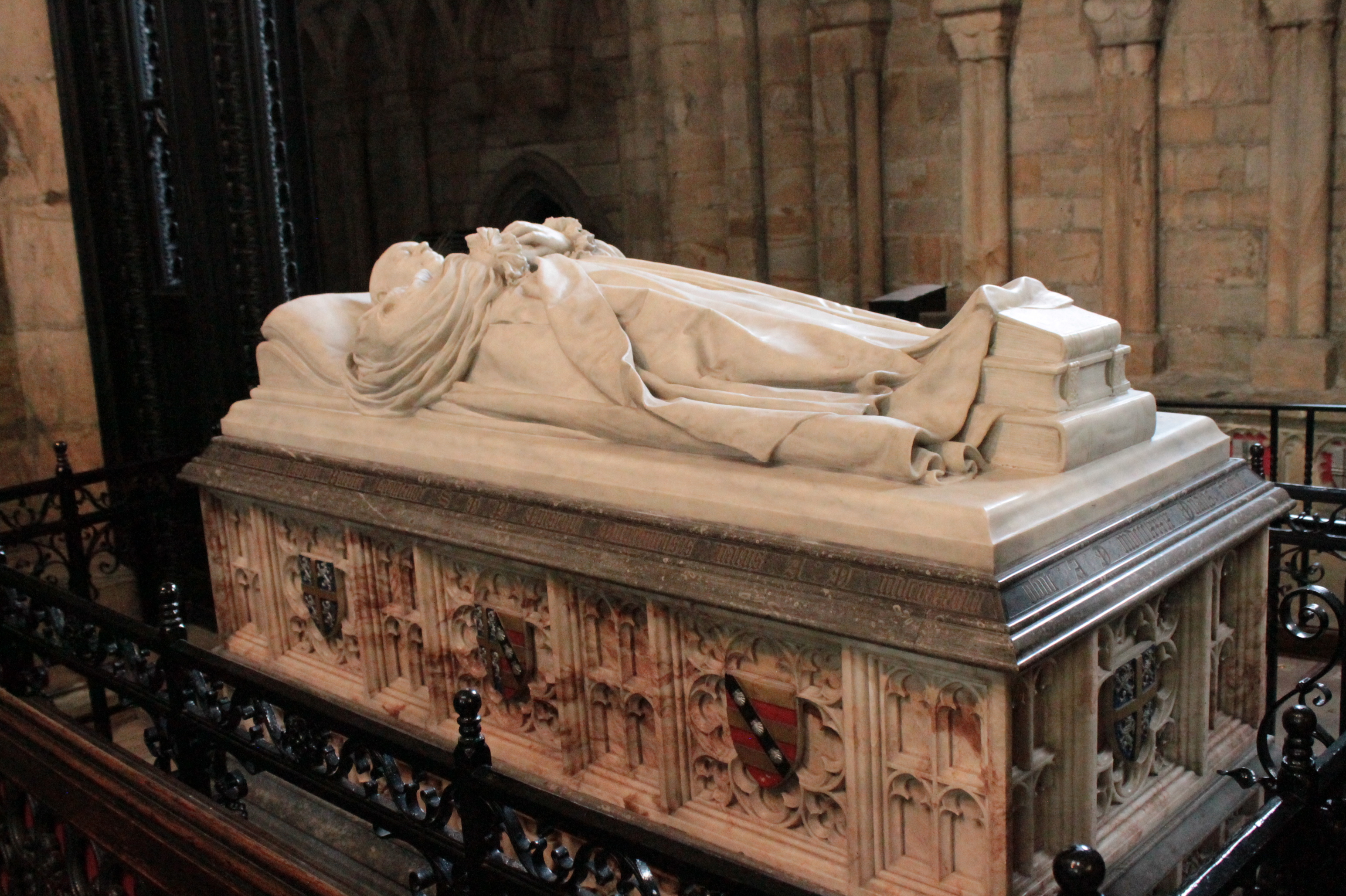
Praalgraf van J.B. Lightfoot in de Kathedraal van Durham

J.B. Lightfoot was ook maatschappelijk betrokken, zo was hij in 1880 dagvoorzitter van het Co-operative Congress en verzorgde hij lezingen voor de christelijk-sociale beweging. In 1889 was hij korte tijd voorzitter van de Christian Social Union.
Zijn beste vrienden waren - sinds zijn jeugdjaren - de reeds genoemde Westcott en Hort en Edward White Benson, de latere aartsbisschop van Canterbury.

## Werken
- Apostolic Fathers. Part I. (two vols). London: MacMillan and Co. 1890.
- Apostolic Fathers. Part II. (three vols). London: MacMillan and Co. 1885–89.
- Apostolic Fathers Abridged. London: MacMillan and Co. 1891.
- Biblical Essays. London: MacMillan and Co. 1893.
- Cambridge Sermons. London: MacMillan and Co. 1890.
- Dissertations on the Apostolic Age. London: MacMillan and Co. 1892.
- Essays on Supernatural Religion. London: MacMillan and Co. 1889.
- Fresh Revision of the English New Testament. London: MacMillan and Co. 1871.
- Leaders in the Northern Church. London: MacMillan and Co. 1890.
- Historical Essays. London: MacMillan and Co. 1895.
- Notes on the Epistles of St. Paul from Unpublished Commentaries. London: MacMillan and Co. 1895.
- Ordination Addresses. London: MacMillan and Co. 1890.
- Primary Charge. London: MacMillan and Co. 1882.
- St. Clement of Rome. London: MacMillan and Co. 1869.
- Saint Paul's Epistle to the Galatians. London: MacMillan and Co. 1865.
- Saint Paul's Epistles to the Colossians and Philemon. London: MacMillan and Co. 1875.
- Saint Paul's Epistle to the Philippians. London: MacMillan and Co. 1868.
- The Christian Ministry. 1868.
- Sermons preached in St. Paul's. London: MacMillan and Co. 1891.
- Special Sermons. London: MacMillan and Co. 1891.
- The Contemporary Pulpit Library: Sermons by Bishop Lightfoot. London: Swan Sonnenschein. 1892.

## Verwijzingen
- Bibsys: 4023236
- Bibliothèque nationale de France: cb136039313 (data)
- CiNii: DA03639542
- Gemeinsame Normdatei: 117004685
- International Standard Name Identifier: 0000 0001 2280 9749
- Library of Congress Control Number: n83158106
- Bibliotheek van het Japanse parlement: 00768547
- Nationale bibliotheek van Australië: 36288462
- Nationale Bibliotheek van Israël: 987007264512205171
- Nederlandse Thesaurus van Auteursnamen: 073353183
- Istituto Centrale per il Catalogo Unico: TO0V259450
- SNAC: w6697f52
- Système universitaire de documentation: 055288758
- Trove: 1242323
- Virtual International Authority File: 64178684
- WorldCat: E39PBJt8fGpyfkC3QypcPMVDMP